# Innocuonema chitwoodi
Innocuonema chitwoodi är en rundmaskart som först beskrevs av Christian Wieser 1954.  Innocuonema chitwoodi ingår i släktet Innocuonema och familjen Chromadoridae. Inga underarter finns listade i Catalogue of Life.